# Colubrina
Colubrina ist eine Pflanzengattung in der Familie der Kreuzdorngewächse (Rhamnaceae). Die Vertreter bilden dornige oder unbewehrte, selten kletternde Sträucher oder Bäume. Die etwa 37 Arten sind in den Tropen der Alten und Neuen Welt verbreitet.

## Beschreibung

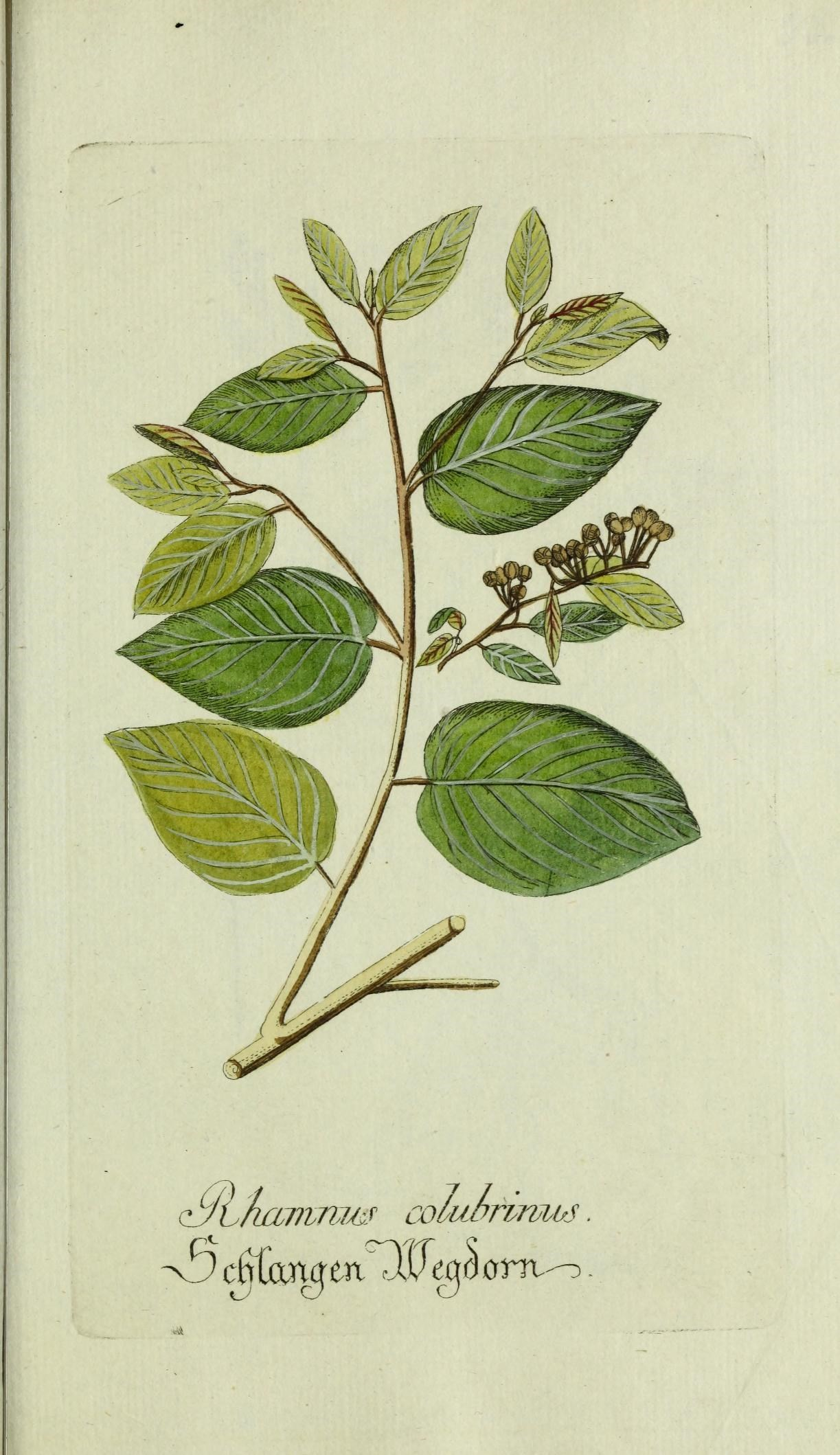
Illustration aus Plantarum indigenarum et exoticarum icones ad vivum coloratae, oder, Sammlung nach der Natur gemalter Abbildungen inn- und ausländischer Pflanzen, für Liebhaber und Beflissene der Botanik von Colubrina arborescens

### Vegetative Merkmale
Die Arten der Gattung Colubrina wachsen als Bäume, Sträucher oder kletternde Sträucher. Sie sind immergrün oder laubabwerfend und unbewehrt oder dornig.
Die Laubblätter stehen wechselständig und selten gegenständig. Sie sind häutig bis derb und häufig drüsig. Der Blattrand ist ganzrandig, gesägt oder gekerbt. Die Aderung ist entweder fiederförmig oder drei Blattadern laufen von der Blattbasis aus. Die Nebenblätter sind sehr klein und fallen früh ab.

### Generative Merkmale
Die Blüten stehen selten einzeln, sondern meist in seitenständigen, sitzenden oder nur kurz gestielten Zymen, kleinen Thyrsen oder Büscheln.
Die zwittrigen Blüten sind radiärsymmetrisch und fünfzählig mit doppelter Blütenhülle. Der Blütenbecher (Hypanthium) ist becher- oder tellerförmig. Die fünf Kelchblätter sind verwachsen. Die fünf früh abfallenden Kronblätter sind dreieckig, auf der Unterseite dicht behaart und ihre Oberseite ist leicht gekielt. Der Diskus ist fleischig, mit der Kelchröhre verwachsen und füllt beinahe den Blütenbecher auf. Es sind fünf Staubblätter vorhanden. Der Fruchtknoten ist halb-unterständig und drei- selten vierfächrig. Der Griffel ist dreifach gelappt bis dreispaltig.
Die dreisamigen, rundlichen Kapselfrüchte öffnen sich langsam oder explosionsartig, wobei das äußere Perikarp unregelmäßig abbricht. Die Samen sind glänzend, breit verkehrt eiförmig, proteinhaltig und bilden manchmal einen undeutlichen Samenmantel.

## Systematik und Verbreitung
Die Gattung Colubrina wurde 1826 durch William Jackson Hooker in Adolphe Brongniart: Mémoire sur la famille des Rhamnées. S. 61–62, Tafel 4, Figur 3 aufgestellt. Synonyme für Colubrina Rich. ex Brongn. sind: Barcena Dugès, Caesia Vell., Cormonema Reissek ex Endl., Diplisca Raf., Hybosperma Urb., Macrorhamnus Baill., Marcorella (Neck. ex G.Don) Raf., Rhamnobrina H.Perrier, Tralliana Lour., Tubanthera Comm. ex DC. Der Gattungsname Colubrina stammt aus dem Lateinischen, bezeichnete im Mittelalter (abgeleitet vom lateinischen Wort colubra für „Natter“) die Pflanzen Gemeine Drachenwurz und Italienischer Aronstab sowie Schlangen-Knöterich und bedeutet „schlangenförmig“, er bezieht sich damit auf die Ähnlichkeit der Triebe oder der Staubblätter mit Schlangen.
Das natürliche Verbreitungsgebiet der etwa 30 Arten liegt in den Tropen der Alten (Afrika, Südasien, zwei Arten in China) und der Neuen Welt (Australien, Südamerika, pazifische Inseln).
Colubrina ist eine Gattung aus der Familie der Kreuzdorngewächse (Rhamnaceae), in der sie keiner Tribus zugeordnet wird (incertae sedis).

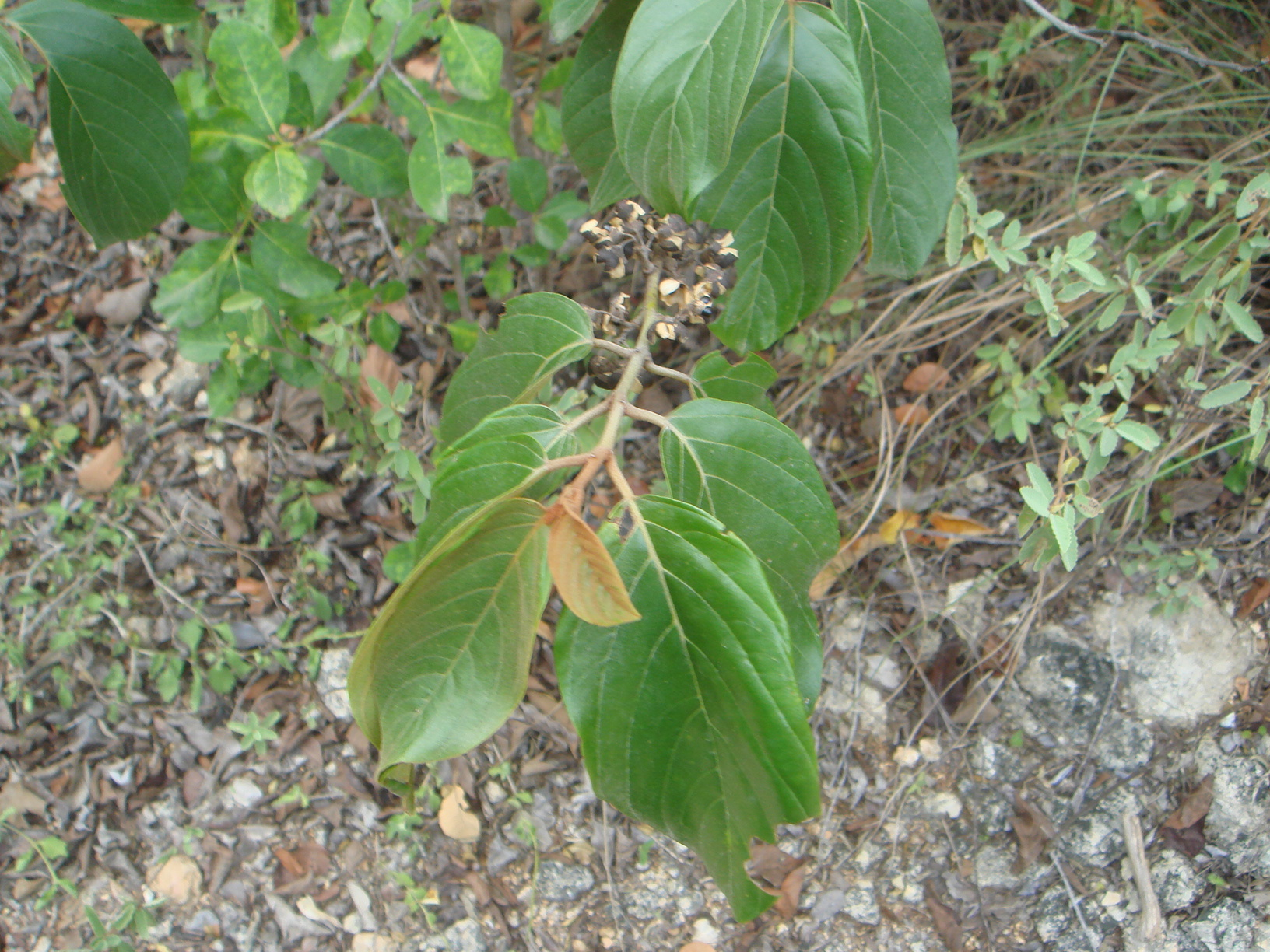
Untergattung Colubrina Sektion Colubrina: Colubrina arborescens

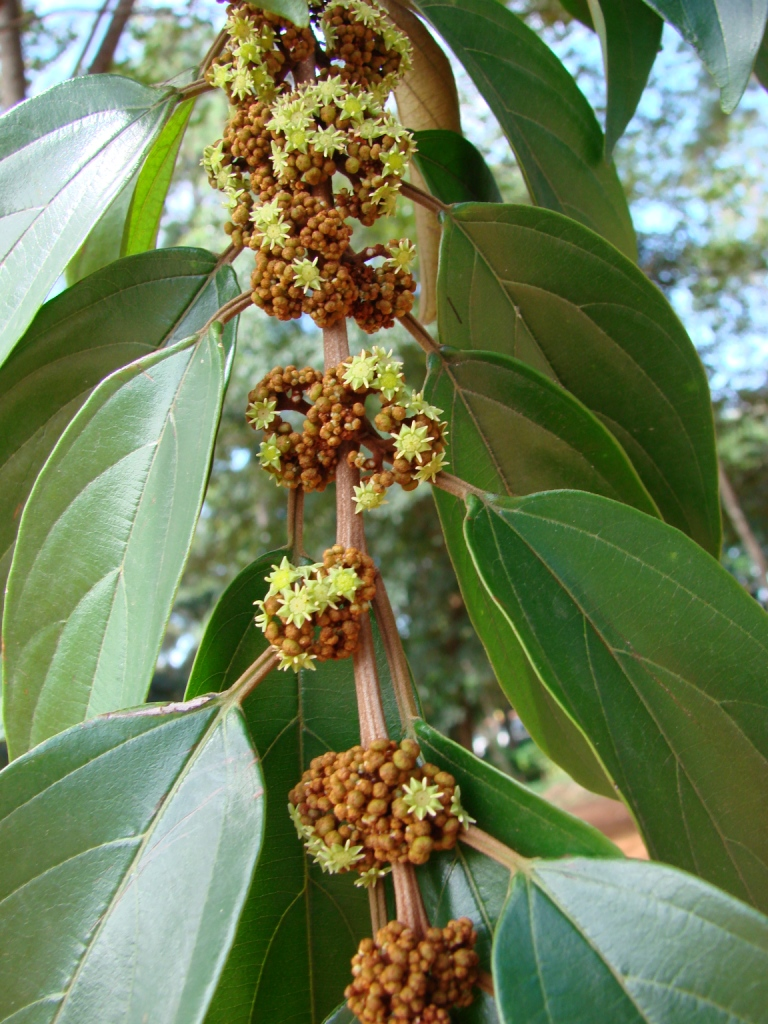
Untergattung Colubrina Sektion Colubrina: Colubrina glandulosa

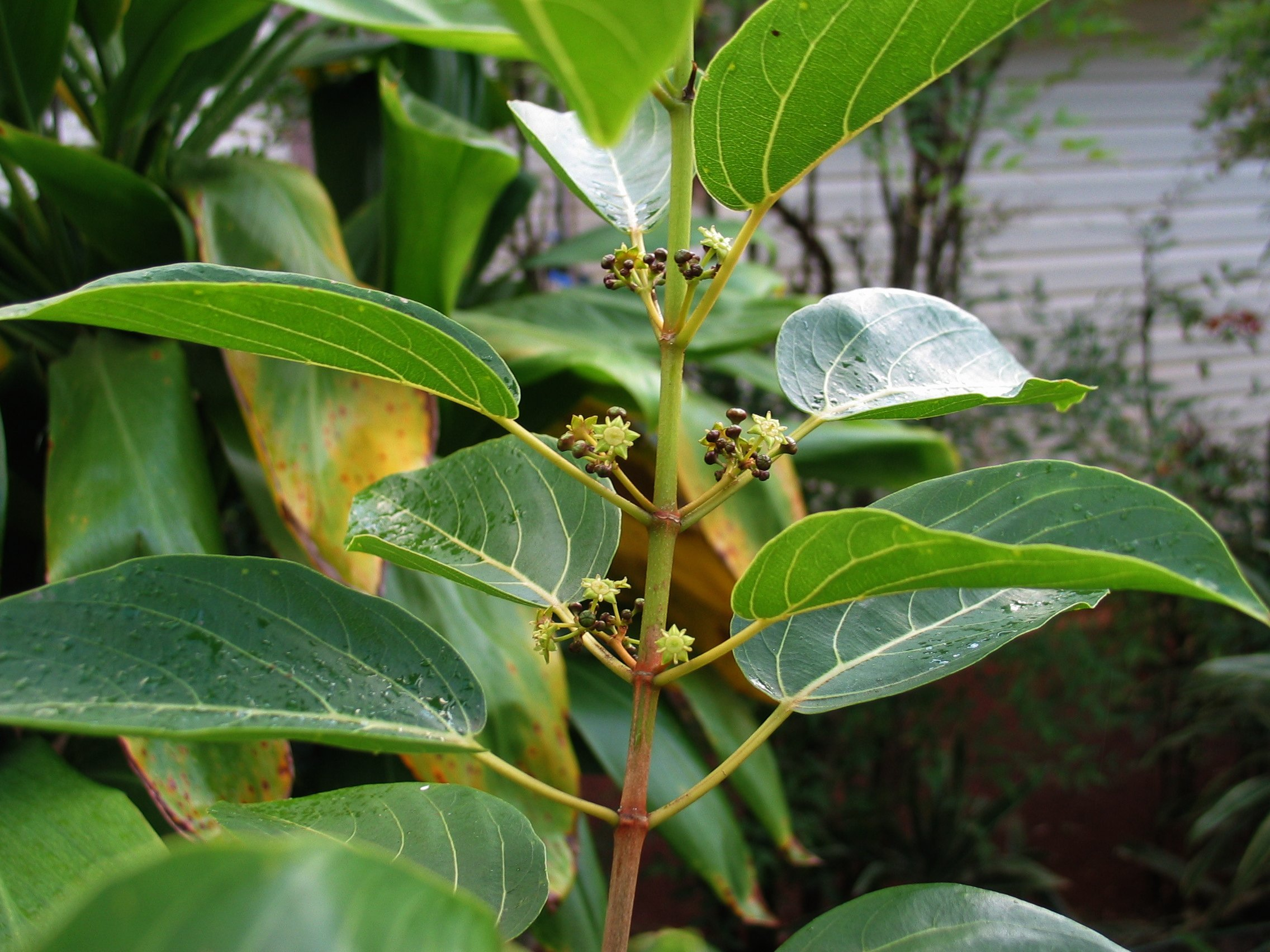
Untergattung Colubrina Sektion Colubrina: Colubrina oppositifolia

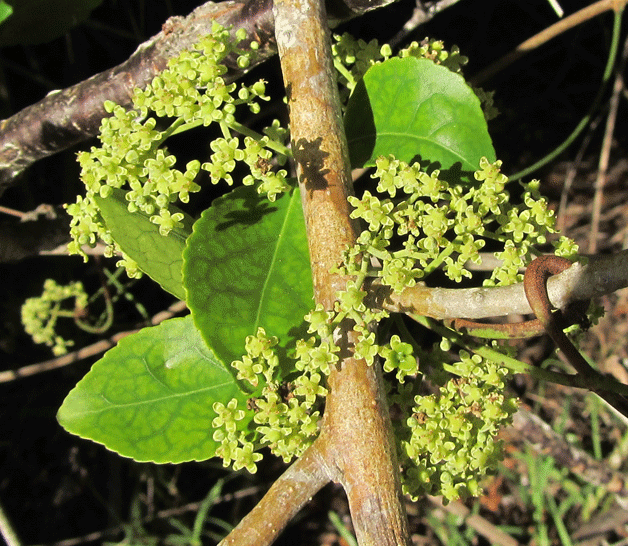
Untergattung Serrataria: Colubrina asiatica

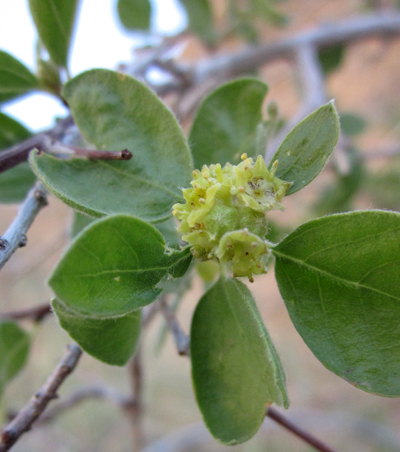
Untergattung Serrataria: Colubrina californica

Nach Kubitzki 2004 sind in der Gattung Colubrina 33, nach Johnston 1971 31 Arten enthalten. Johnston unterteilt die Gattung 1971 in seiner Revision in zwei Untergattungen, eine weitere in vier Sektionen:
- Untergattung Colubrina mit entweder ganzrandigem Blattrand, oder falls der Blattrand gesägt oder gekerbt ist, sind die Zähne nicht mit Drüsen versehen. Drüsen können jedoch gegenüber den Zähnen in einigem Abstand vom Blattrand vorhanden sein. Falls der Rand drüsig gesägt ist, sind nicht mehr als 10 Zähne je Seite vorhanden.
  - Sektion Colubrina: Zweige und Blütenstandsachsen sind nicht zu Dornen umgebildet, die Samen haben keinen Arillus. Das Verbreitungsgebiet liegt in den amerikanischen Tropen und auf Hawaii.
    - Colubrina arborescens (Mill.) Sarg.: Sie kommt in Florida und von Mexiko über Guatemala, El Salvador, Honduras bis Panama und auf Inseln in der Karibik vor.[4]
    - Colubrina cordifolia Reissek (Syn.: Colubrina solanacea Rizzini): Sie kommt in Brasilien vor.[1]
    - Colubrina glandulosa G.Perkins: Sie kommt von Honduras bis tropisches Südamerika.[1]
    - Colubrina obscura (Schrank) M.C.Johnst.: Dieser Endemit kommt nur auf Jamaika vor.[1]
    - Colubrina oppositifolia Brongn. ex H.Mann: Sie kommt auf Hawaii vor.[4]

  - Sektion Cowania M.C.Johnst.: Mit ganzrandigen Blättern und zu Dornen umgebildeten Zweigen und Blütenstandsachsen. Das Verbreitungsgebiet der Arten liegt in Amerika.
    - Colubrina elliptica (Sw.) Brizicky & W.L.Stern: Sie kommt in Florida und von Guatemala über Honduras bis Nicaragua und in Venezuela und auf Inseln in der Karibik vor.[4]
    - Colubrina heteroneura (Griseb.) Standl.: Mexiko bis Kolumbien.[1]
    - Colubrina retusa (Pittier) R.S.Cowan: Venezuela.[1]
    - Colubrina spinosa Donn.Sm.: Nicaragua bis Kolumbien.[1]
    - Colubrina verrucosa (Urb.) M.C.Johnst.: Sie kommt von Hispaniola bis Puerto Rico vor.[1]
    - Colubrina viridis (M.E.Jones) M.C.Johnst.: Nördliches Mexiko.[1]

  - Sektion Barcena mit drei bis zehn Zähnen auf jeder Blattseite, wobei jeder Zahn mit einer Drüse versehen ist.
    - Colubrina ehrenbergii Schltdl.: Mexiko.[1]
    - Colubrina triflora Brongn. ex Sweet: Sie kommt von Mexiko bis Costa Rica vor.[1]

  - Sektion Capuronia M.C.Johnst.: Zweige und Blütenstandsachsen sind nicht zu Dornen umgebildet, die Samen zeigen einen kleinen Arillus. Das Verbreitungsgebiet der Arten liegt auf Madagaskar.
    - Colubrina alluaudii (Pittier) Capuron: Sie kommt in Madagaskar vor.[1]
    - Colubrina decipiens (Baill.) Capuron: Westliches Madagaskar.[1]
    - Colubrina faraloatra (H.Perrier) Capuron: Östliches Madagaskar.[1]
    - Colubrina humbertii (H.Perrier) Capuron: Südwestliches Madagaskar.[1]
- Untergattung Serrataria mit gesägtem Blattrand und deutlich mehr als zehn Zähnen auf jeder Seite. An jedem Zahn ist eine nahe dem Blattrand liegenden Drüse vorhanden.
  - Colubrina asiatica (L.) Brongn.: Sie kommt im tropischen Afrika und Asien, auf Madagaskar, auf den Seychellen, auf den Philippinen, in Neuguinea, in China und Taiwan, in Queensland, auf Hawaii, auf den Salomonen, in Neukaledonien und Vanuatu vor. In Nordamerika ist sie ein Neophyt.[4]
  - Colubrina beccariana Warb. (Syn.: Colubrina anomala King): Sie kommt nur auf Perak und Borneo vor.[1]
  - Colubrina berteroana Urb.: Sie kommt nur auf Hispaniola vor.[1]
  - Colubrina californica I.M.Johnst.: Kalifornien, Nevada, Arizona und nordwestliches Mexiko.[1]
  - Colubrina celtidifolia (Cham. & Schltdl.) Schltdl.: Sie kommt von Mexiko bis Guatemala vor.[1]
  - Colubrina cubensis (Jacq.) Brongn.: Sie kommt in Florida, in Kuba, auf den Bahamas und den Kaimaninseln vor.[4]
  - Colubrina greggii S.Watson: Sie kommt von Texas bis Mexiko vor.[1]
  - Colubrina macrocarpa (Cav.) G.Don: Zentrales Mexiko.[1]
  - Colubrina pedunculata Baker f.: Dieser Endemit kommt nur auf der Weihnachtsinsel vor.[1]
  - Colubrina sordida M.C.Johnst.: Mexiko.[1]
  - Colubrina stricta Engelm. ex M.C.Johnst.: Sie kommt von Texas bis ins nordöstliche Mexiko vor.[1]
  - Colubrina texensis (Torr. & A.Gray) A.Gray: Sie kommt in Texas und in den mexikanischen Bundesstaaten Chihuahua, Coahuila, Durango, Nuevo León und Tamaulipas vor.[4]
  - Colubrina travancorica Bedd.: Sie kommt im südwestlichen Indien vor.[1]

- Weitere Arten die oben nicht eingeordnet sind:
  - Colubrina acunae Kitan.: Sie kommt in Kuba vor.[1]
  - Colubrina amazonica W.Palacios: Sie wurde 2015 aus Ecuador erstbeschrieben.[1]
  - Colubrina angustior (M.C.Johnst.) G.L.Nesom (Syn.: Colubrina greggii var. angustior M.C.Johnst.): Den Rang einer Art hat sie 2013 erhalten. Sie kommt vom östlichen bis ins zentrale Mexiko vor.[11][1]
  - Colubrina articulata (Capuron) Figueiredo: Sie kommt in Madagaskar vor.[1]
  - Colubrina decipiens (Baill.) Capuron: Sie kommt im westlichen Madagaskar vor.[1]
  - Colubrina johnstonii T.Wendt: Sie kommt in Mexiko vor.[1]
  - Colubrina nicholsonii A.E.van Wyk & Schrire: Sie kommt in Südafrika bis KwaZulu-Natal vor.[1]
  - Colubrina yucatanensis (M.C.Johnst.) G.L.Nesom (Syn.: Colubrina greggii var. yucatanensis M.C.Johnst.): Den Rang einer Art hat sie 2013 erhalten. Sie kommt vom südöstlichen Mexiko bis Guatemala vor.[11][1]